# کلاته میرزا (شاهرود)
کلاته میرزا یک روستا در ایران است که در دهستان طرود شهرستان شاهرود واقع شده‌است.